# USS Congress (FFG-63)
USS Congress (FFG-63) — майбутній фрегат типу «Констелейшн». Угоду на будівництво було укладено 20 травня 2021 року.
Корабель буде побудовано на верфі Fincantieri Marinette Marine у Марінет, штат Вісконсин.
Як і головний корабель проєкту майбутній Congress буде багатоцільового призначення. Буде здатен виконувати завдання протиповітряної оборони, протичовнової боротьби, проти інших кораблів, радіо-електронної боротьби та інформаційні операції.
На борту буде встановлено Enterprise Air Surveillance Radar (EASR) радар, BL10 AEGIS Combat System, вертикальні пускові установки Mk 41, системи зв'язку, артилерійська установка MK 110 57mm Gun Weapon System (GWS).